# Венгельниця (Лодзинське воєводство)
Венгельниця (пол. Węgielnica) — село в Польщі, у гміні Лубніце Верушовського повіту Лодзинського воєводства.